# Hechalutz
A Hechalutz 1904 augusztusában alapított laza nemzetközi zsidó ifjúsági mozgalom volt. Menahem Ussishkin gondolatai inspirálták, aki arra szólította fel a zsidó fiatalakot, hogy telepedjenek le Eretz Izraelben (vagy Erec Jiszróél – Palesztina héber neve, szó szerint „Izráel országa”).
Különböző országokban különböző időpontokban jelent meg és tulajdonképpen ernyőszervezetként funkcionált, hiszen sok egyéb cionista ifjúsági mozgalom csatlakozott hozzá.
A második világháború kezdetekor tagsága elérhette a százezer főt. A szervezet akciókat szervezett az európai zsidók Palesztinába menekítésére a világháború kitörése körüli időben.